# Parafia Najświętszego Ciała i Krwi Chrystusa we Wrzosowej
Parafia Najświętszego Ciała i Krwi Chrystusa we Wrzosowej – parafia rzymskokatolicka w metropolii i archidiecezji częstochowskiej, regionie częstochowskim, dekanacie porajskim.

## Historia
W latach 1470–1480 Wrzosowa podlegała pod parafię św. Zygmunta, która od 1747 do 1866 roku była zarządzana przez paulinów z klasztoru Jasnogórskiego. 6 listopada 1937 roku biskup Teodor Kubina utworzył ekspozyturę we Wrzosowej, wydzielając jej terytorium z częstochowskich parafii św. Józefa i św. Antoniego. Liturgię niedzielną sprawowano w remizie strażackiej, a w dni powszednie w pomieszczeniu domu, w którym mieszkał ekspozyt. Parafię erygował w 1958 roku biskup Zdzisław Goliński. W 1972 r. otrzymano pozwolenie na budowę nowej świątyni, która została wzniesiona w latach 1974-1978 staraniem ks. Stanisława Poroszewskiego i jego następcy ks. Józefa Mocha.

## Zasięg parafii
Do parafii należą wierni z następujących wsi: Huta Stara B, część Korwinowa, Słowik, Wrzosowa.

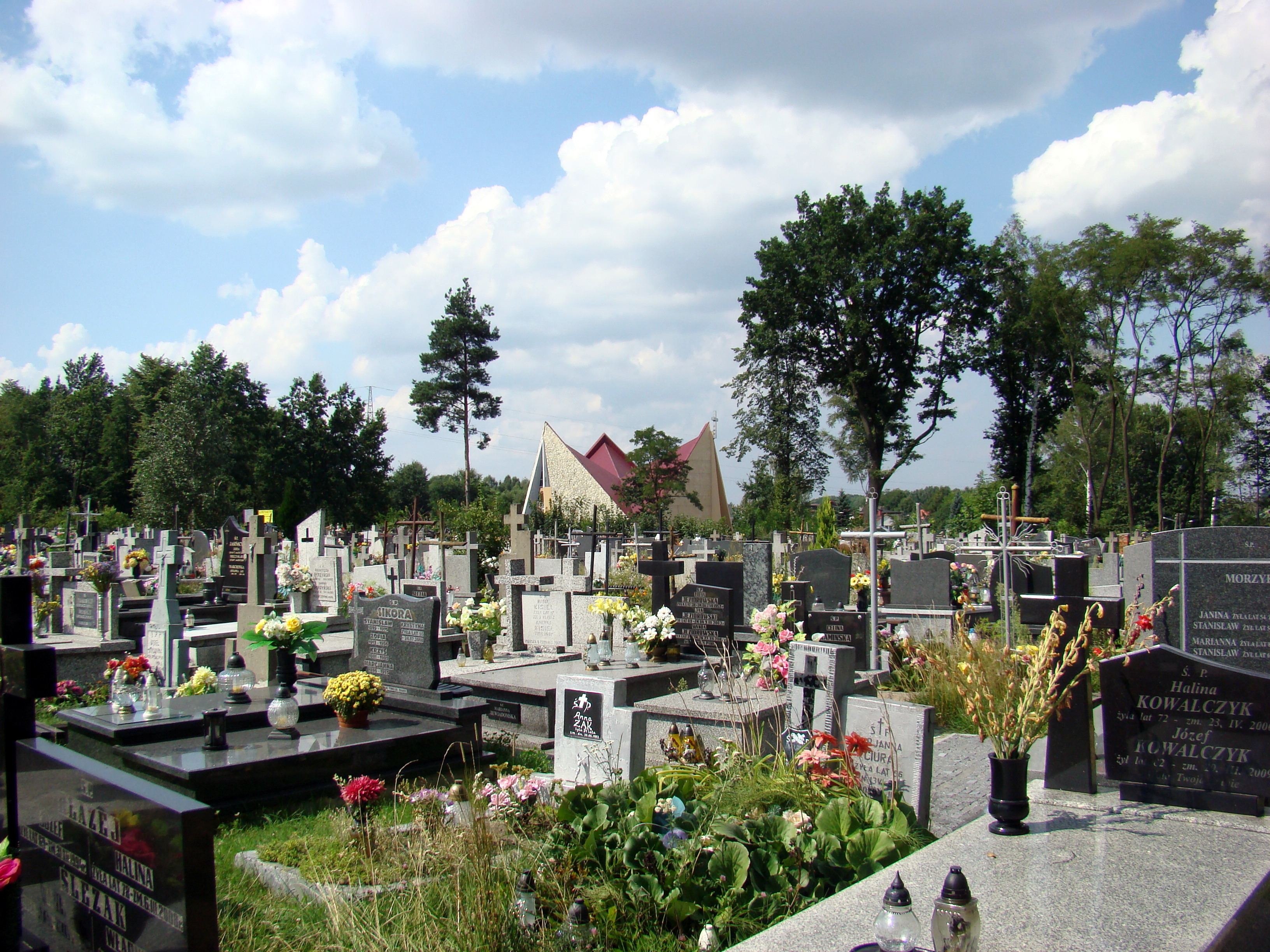
cmentarz parafialny

## Proboszczowie parafii
| imię i nazwisko              | daty urzędowania |
| ---------------------------- | ---------------- |
| ks. Walenty Patykiewicz      | 1937–1940        |
| ks. Marceli Dewudzki         | 1940–1942        |
| ks. Walenty Matuszek         | 1942–1945        |
| ks. Alojzy Chłapek           | 1946–1966        |
| ks. Stanisław Poroszewski    | 1966–1976        |
| ks. Józef Moch               | 1976–1985        |
| ks. Stefan Mizera            | 1985–1987        |
| ks. Piotr Ryszard Łysikowski | 1987–2010        |
| ks. Zygmunt Jurczyk          | 2010–2017        |
| ks. Jacek Kołodziejczyk      | od 2017          |